# جلوتامين
الغلوماتين أو الجلوتامين (مختصر إلي Gln أو Q) هو واحد من الأحماض الأمينية العشرين المشفرة بواسطة الشفرة الجينية القياسية (الدنا). سلسلته الجانبية أميد تشكل بالاستعاضة عن السلسلة الجانبية هيدروكسيد حمض الجلوتامك مع مجموعةأمينات فعالة. ولذلك يمكن أن يؤخذ الأميد حمض الغلوتاميك في الاعتبار. وتسلسلها هو CAA و CAG. الجلوتامين في الدم البشري هو الأكثر وفرة من الأحماض الأمينية الحرة مع تركيز من حوالي 500-900 μmol / لتر 

## بنية المركب

الجلوتامين أشكال الأيون المزدوج عند أس هيدروجيني محايد : م الجلوتامين (يسار) ومد الجلوتامين (يمين)

## الوظائف
للجلوتامين مجموعة متنوعة من الوظائف الكيميائية الحيوية بما في ذلك :
1. مثل أي حمض أميني أخر، له دورا رئيسيا في تخليق البروتين
2. تنظيم التوازن الحمضي القاعدي في الكلى عن طريق إنتاج الامونيا [4]
3. أحد المصادر الخليوية للطاقة، بجانب الجلوكوز [5]
4. مانح للنيتروجين في كثير من العمليات البنائية
5. مصدر للكربون، ويعيد تعبئة دورة حامض الستريك [6]

### أجهزة الجسم المنتجة والمستهلكة

#### المنتجين
الجلوتامين هو تركيبات من انزيم الجلوتامين من الجلوتامات والأمونيا. وأكثر جهاز مرتبط بإنتاج الجلوتامين هو الكتلة العضلية ممثلة نحو 90% من تركيبات الجلوتامين.يتم إطلاق الجلوتامين إلى الأجزاء الصغيرة من الرئة والدماغ. على الرغم قدرة الكبد على توليف الجلوتامين المناسب، إلا أن دوره في عملية أيض الجلوتامين هو أكثر من إنتاجه، حيث أن الكبد يستهلك كميات كبيرة من الجلوتامين المستمدة من القناة الهضمية.

#### المستهلكين
المستهلك الأكثر شراهة للجلوتامين هو خلايا الأمعاء، وخلايا الكلى للتوازن الحمضي القاعدي، منشط الخلايا المناعية  وخلايا سرطانية كثيرة.

### أمثلة لاستخدامات الجلوتامين
يصبح الـ GLN في حالات الهدم بسبب إصابة أو مرض، شرطاً أساسياً (التي تتطلب كمية من الغذاء أو المكملات الغذائية). تمت دراسته الجلوتامين على نطاق واسع خلال 10-15 سنة الماضية، ولقد ثبتت فائدته في علاج الأمراض الخطيرة، والإصابات، والصدمات، والحروق، ومعالجة الآثار الجانبية المرتبطة بالسرطان وكذلك في التئام الجروح بعد العمليات الجراحية  يسوق أيضاً للجلوتامين باعتباره مكملا يستخدم في نمو العضلات في مجالات رفع الأثقال، كمال الاجسام، والثبات، وغيرها من الألعاب الرياضية.

#### مساعدة الشفاء بعد جراحة
ومن المعروف أيضا أن للجلوتامين تأثيرات مختلفة في تقليل الوقت المستغرق في الشفاء بعد العمليات. فيمكن تقليل أوقات البقاء في المستشفيات بعد العمليات الجراحية في البطن عن طريق التغذية الوريدية والأنظمة الغذائية التي تحتوي على كميات عالية من الجلوتامين للمرضى. وقد كشفت التجارب أن الأنظمة التكميلية المحتوية على الجلوتامين تحسن فيها توازن النيتروجين، وتوليد cysteinyl - اللوكوترايينات من polymorphonuclear neutrophil وتحسين الانتعاش اللمفاويات والنفوذية المعوية (في المرضى بعد الجراحة) -- مقارنة مع أولئك الذين لم يكن الجلوتامين داخل الغذائية النظام، كل ذلك دون أي آثار جانبية. 

## التغذية

### تواجده في الطبيعة
الجلوتامين هو الأكثر توفراً بشكل طبيعي، من الأحماض الأمينية غير الاساسية في الجسم البشري وواحد من الأحماض الأمينية القليلة التي تعبر بشكل مباشر من خلال حاجز الدم في الدماغ.  وتوجد في الجسم دائرة في الدم وكذلك مخزنة في s. عضلات الهيكل العظمي تصبح شرطاً أساسياً(التي تتطلب كمية من الغذاء أو المكملات الغذائية) في حالات المرض أو الإصابة.